# Jamie Delgado
Jamie Delgado, né le 21 mars 1977 à Birmingham, est un joueur de tennis professionnel britannique.
Il a participé à neuf reprises au tableau final du tournoi de Wimbledon, chaque fois soit en bénéficiant d'une wild card, soit en sortant des qualifications. Son meilleur classement en simple est une 121e place obtenue en août 2001. Il se consacre ensuite essentiellement au double jusqu'en septembre 2014. Il rejoint après l'Open d'Australie 2016 le staff d'Andy Murray, dont il devient l'entraîneur à la suite du départ d'Amélie Mauresmo.

## Palmarès

### Finales en double (2)
| No | Date       | Nom et lieu du tournoi         | Catégorie | Dotation  | Surface      | Vainqueurs                     | Partenaire  | Score             |          |
| -- | ---------- | ------------------------------ | --------- | --------- | ------------ | ------------------------------ | ----------- | ----------------- | -------- |
| 1  | 18-06-2012 | Aegon International Eastbourne | ATP 250   | 403 950 € | Gazon (ext.) | Colin Fleming Ross Hutchins    | Ken Skupski | 6-4, 6-3          | Parcours |
| 2  | 23-07-2012 | Farmers Classic Los Angeles    | ATP 250   | 557 550 $ | Dur (ext.)   | Xavier Malisse Ruben Bemelmans | Ken Skupski | 7-65, 4-6, [10-7] | Parcours |

## Parcours dans les tournois duGrand Chelem

### En simple
| Année | Open d'Australie | Open d'Australie | Internationaux de France | Internationaux de France | Wimbledon       | Wimbledon     | US Open         | US Open |
| ----- | ---------------- | ---------------- | ------------------------ | ------------------------ | --------------- | ------------- | --------------- | ------- |
| 1997  | —                | —                | —                        | —                        | 1er tour (1/64) | J. Golmard    | —               | —       |
| 1998  | —                | —                | —                        | —                        | —               | —             | —               | —       |
| 1999  | —                | —                | —                        | —                        | 2e tour (1/32)  | S. Grosjean   | —               | —       |
| 2000  | 1er tour (1/64)  | M. Rosset        | —                        | —                        | 1er tour (1/64) | P. Rafter     | 1er tour (1/64) | T. Haas |
| 2001  | —                | —                | —                        | —                        | 2e tour (1/32)  | A. Agassi     | —               | —       |
| 2002  | —                | —                | —                        | —                        | 1er tour (1/64) | N. Lapentti   | —               | —       |
| 2003  | —                | —                | —                        | —                        | 1er tour (1/64) | A. Agassi     | —               | —       |
| 2004  | —                | —                | —                        | —                        | 1er tour (1/64) | F. Volandri   | —               | —       |
| 2005  | —                | —                | —                        | —                        | 1er tour (1/64) | J. C. Ferrero | —               | —       |
| 2006  | —                | —                | —                        | —                        | 2e tour (1/32)  | S. Grosjean   | —               | —       |

N.B. : à droite du résultat se trouve le nom de l'ultime adversaire.

### En double
| Année | Open d'Australie           | Open d'Australie            | Internationaux de France   | Internationaux de France | Wimbledon                    | Wimbledon               | US Open                  | US Open                     |
| ----- | -------------------------- | --------------------------- | -------------------------- | ------------------------ | ---------------------------- | ----------------------- | ------------------------ | --------------------------- |
| 1995  | —                          | —                           | —                          | —                        | 1er tour (1/32) G. Henderson | L. Bale J-L. de         | —                        | —                           |
| 1996  | —                          | —                           | —                          | —                        | 1er tour (1/32) L. Milligan  | J. Bates C. Wilkinson   | —                        | —                           |
| 1997  | —                          | —                           | —                          | —                        | 1er tour (1/32) A. Foster    | A. Olhovskiy B. Steven  | —                        | —                           |
| 1998  | —                          | —                           | —                          | —                        | 1er tour (1/32) A. Foster    | C. Haggard P. Rosner    | —                        | —                           |
| 1999  | —                          | —                           | —                          | —                        | —                            | —                       | —                        | —                           |
| 2000  | —                          | —                           | —                          | —                        | 1er tour (1/32) M. Lee       | T. Shimada M. Wakefield | —                        | —                           |
| 2001  | —                          | —                           | —                          | —                        | 1er tour (1/32) B. Cowan     | P. Hanley A. Kratzmann  | —                        | —                           |
| 2002  | —                          | —                           | —                          | —                        | 1er tour (1/32) B. Cowan     | W. Black K. Ullyett     | —                        | —                           |
| 2003  | —                          | —                           | —                          | —                        | 1er tour (1/32) A. Parmar    | J. I. Chela M. Zabaleta | —                        | —                           |
| 2004  | —                          | —                           | —                          | —                        | 1er tour (1/32) A. Parmar    | B. Bryan M. Bryan       | —                        | —                           |
| 2005  | —                          | —                           | —                          | —                        | 1er tour (1/32) A. Parmar    | J. Erlich A. Ram        | —                        | —                           |
| 2006  | —                          | —                           | —                          | —                        | 1/8 de finale J. Auckland    | M. Knowles D. Nestor    | —                        | —                           |
| 2007  | —                          | —                           | —                          | —                        | 1er tour (1/32) L. Childs    | F. Santoro N. Zimonjić  | —                        | —                           |
| 2008  | —                          | —                           | —                          | —                        | 1er tour (1/32) J. Auckland  | L. Dlouhý L. Paes       | —                        | —                           |
| 2009  | —                          | —                           | —                          | —                        | 1/8 de finale J. Marray      | D. Nestor N. Zimonjić   | —                        | —                           |
| 2010  | —                          | —                           | 1er tour (1/32) E. Korolev | T. Ascione L. Recouderc  | 2e tour (1/16) J. Goodall    | M. Bhupathi M. Mirnyi   | —                        | —                           |
| 2011  | —                          | —                           | —                          | —                        | 2e tour (1/16) J. Marray     | W. Moodie D. Norman     | 1/8 de finale J. Marray  | M. Fyrstenberg M. Matkowski |
| 2012  | 1er tour (1/32) J. Marray  | M. Fyrstenberg M. Matkowski | —                          | —                        | 2e tour (1/16) K. Skupski    | B. Bryan M. Bryan       | 1/8 de finale K. Skupski | M. Granollers M. López      |
| 2013  | 1er tour (1/32) K. Skupski | T. Bednarek J. Janowicz     | —                          | —                        | 2e tour (1/16) M. Ebden      | L. Paes R. Štěpánek     | —                        | —                           |
| 2014  | —                          | —                           | —                          | —                        | 2e tour (1/16) G. Müller     | Jamie Murray John Peers | —                        | —                           |

N.B. : le nom du ou de la partenaire se trouve sous le résultat ; le nom des ultimes adversaires se trouve à droite.

### En double mixte
| Année | Open d'Australie | Open d'Australie | Internationaux de France | Internationaux de France | Wimbledon                    | Wimbledon                     | US Open | US Open |
| ----- | ---------------- | ---------------- | ------------------------ | ------------------------ | ---------------------------- | ----------------------------- | ------- | ------- |
| 2011  | -                | -                | -                        | -                        | 2e tour (1/16) Melanie South | Nadia Petrova Mark Knowles    | -       | -       |
| 2013  | -                | -                | -                        | -                        | 1er tour (1/32) Tara Moore   | Fabio Fognini Flavia Pennetta | -       | -       |

N.B. : le nom de la partenaire se trouve sous le résultat ; le nom des ultimes adversaires se trouve à droite.